# Cigarros de ervas

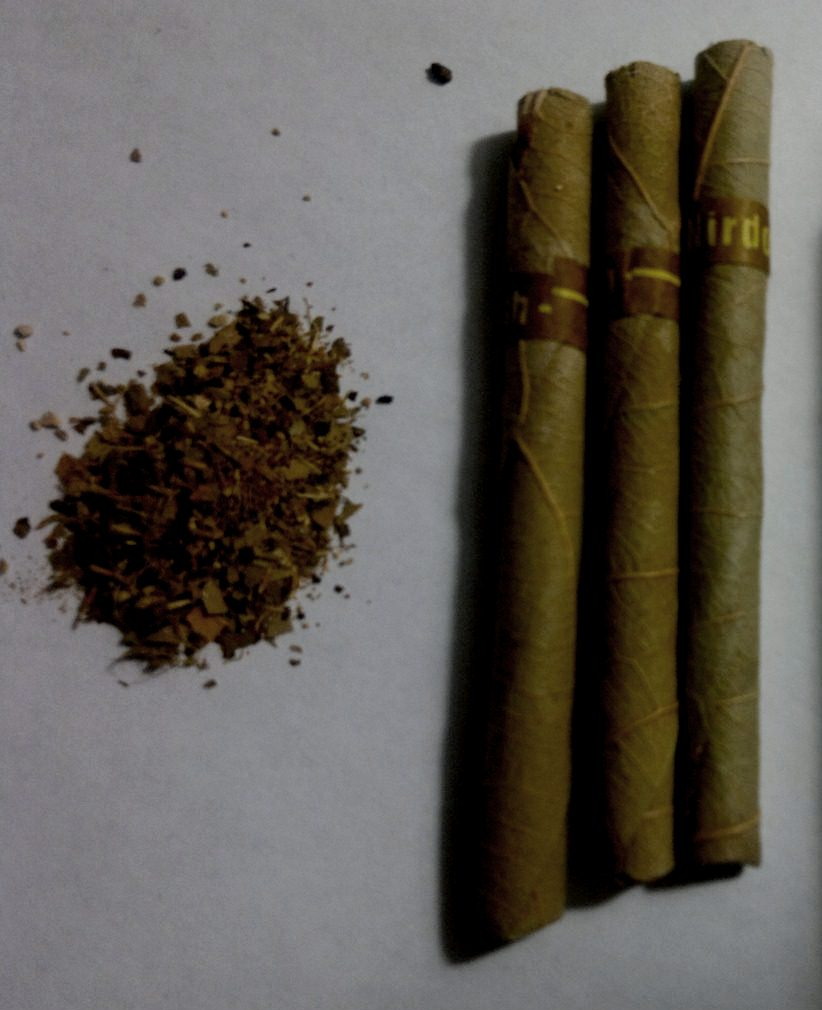
Erva Nirdosh, cigarros Herbal Dhoompan

Os cigarros de ervas (também chamados de cigarros sem tabaco ou sem nicotina) são cigarros que geralmente não contêm nenhum tabaco ou nicotina, sendo compostos por uma mistura de várias ervas e/ou outro material vegetal. Os países europeus os anunciam à base de plantas como um auxílio para parar de fumar. Os cigarros de ervas também são usados por atores em produções artísticas no cinema e televisão. Cigarros de ervas podem conter substâncias cancerígenas que podem ter implicações para a saúde.

## Construção

### Papel e filtro
Os cigarros de ervas são feitos com mais frequência usando papéis de enrolar padrão e filtros de cigarro, agrupados.

### Mistura de ervas
Uma vasta gama de produtos consumíveis pode ser utilizada como recheio, em substituição do tabaco. A seda do milho e várias ervas saborosas, como hortelã, canela ou capim-limão, têm sido utilizadas por um grande número de produtores de cigarros de ervas. Outros fabricantes incluíram não ervas como pétalas de rosa ou folhas de trevo. Alguns usam o bagaço sem sabor e fazem o cigarro de ervas depender do aromatizante; isso é especialmente comum em shisha. Alguns são feitos com folhas secas de alface ou folhas de repolho picadas.

### Produtos químicos tóxicos
- Alcatrão: O nível de alcatrão foi encontrado em 5,5 mg/cig, que era superior ao indicado na embalagem. Na Coreia do Sul, um estudo descobriu que os níveis de alcatrão eram mais altos do que o intervalo de tolerância estabelecido pela lei sul-coreana de comércio de tabaco. Os cigarros de ervas chinesas tinham a mesma quantidade de alcatrão que os cigarros normais.[3]
- Monóxido de carbono (CO): Em um estudo sul-coreano foi detectado monóxido de carbono em 12,30 ± 0,30 mg/cig. Cigarros de ervas à base de vegetais podem produzir monóxido de carbono equivalente aos cigarros comuns.[5]
- Aminas aromáticas: 4-aminobifenil, um carcinógeno do grupo 1, foi marginalmente maior em cigarros de ervas do que em cigarros regulares e 1-aminonaftaleno, 2-aminonaftaleno e 3-aminobifenil foi menor em cigarros de ervas do que em cigarros normais.[3]
- Condensado de fumaça: O aspecto mutagênico do condensado de fumaça de cigarros de ervas é semelhante ao dos cigarros comuns.[3]

## Efeitos na saúde
Pesquisas mostram que os cigarros de ervas comparados aos cigarros comuns podem ser igualmente prejudiciais em termos de carcinógenos que carregam. O Dr. John Moore-Gillan, presidente da British Lung Foundation, afirma que as qualidades viciantes dos cigarros de ervas podem ser eliminadas, mas outros elementos prejudiciais permanecem. Um estudo sobre cigarros de ervas chineses descobriu que eles tinham aproximadamente a mesma quantidade de substâncias cancerígenas que os cigarros comuns. Existem componentes tóxicos da fumaça dos cigarros de ervas que são semelhantes aos cigarros normais. O aminobifenil pode causar câncer de bexiga. O CO pode ser fatal em "baixa concentração de aproximadamente 667 μg/mL". O CO também pode causar doença arterial coronariana. Os sintomas de curto prazo de CO incluem dores de cabeça, tontura, irritabilidade e dificuldade para respirar.